# Anton Florian xứ Liechtenstein
Anton Florian (28 tháng 5 năm 1656 – 11 tháng 10 năm 1721) là Thân vương có chủ quyền đầu tiên của xứ Liechtenstein, ông tại vị từ năm 1719 đến năm 1721.
Anton Florian sinh ra tại Wilfersdorf, hiện là Hạ Áo. Trong Chiến tranh Kế vị Tây Ban Nha, ông đã đến Tây Ban Nha, nơi ông được bổ nhiệm làm Tổng quản lý và Thủ tướng của Đại công tước Karl, người đã trở thành Hoàng đế Karl VI của Thánh chế La Mã sau cái chết đột ngột của anh trai mình vào năm 1711. Florian trở về Viên để dự lễ đăng quang của Karl VI. Ông là Obersthofmeister (Tổng quản lý Hoàng gia) và Chủ tịch Hội đồng cơ mật cho đến khi ông qua đời vào năm 1721.
Vào ngày 23 tháng 1 năm 1719, Hoàng đế Karl VI đã cho thành lập Thân vương quốc Liechtenstein thuộc Đế chế La Mã Thần thánh từ sự hợp nhất các Lãnh địa Schellenberg và Bá quốc Vaduz, cả hai đều do Nhà Liechtenstein mua lại trước đó. Karl VI thực hiện hành động này để Anton Florian và con cháu của ông có thể sở hữu một nghế trong Reichstag (Nghị viện Đế chế), nơi yêu cầu tất cả các thành viên phải có đất đai chỉ thuộc về Hoàng đế, còn gọi là quyền đế quốc trực tiếp (trái ngược với đất đai do các quý tộc cấp cao nắm giữ trong thái ấp). Do đó, Anton Florian đã trở thành Thân vương có chủ quyền đầu tiên của Liechtenstein. Đây là chế độ quân chủ duy nhất của Đế chế La Mã Thần thánh vẫn còn tồn tại cho đến tận ngày nay.
Anton Florian là Hiệp sĩ thứ 591 của Huân chương Lông cừu vàng ở Áo. Ông mất tại Viên vào năm 1721. Con trai ông là Joseph Johann Adam đã thừa kế ngai vàng của Liechtenstein. 